# جاكي إيرل هالي
جاكي إيرل هالي (بالإنجليزية: Jackie Earle Haley)‏ مواليد 14 يوليو 1961 في كاليفورنيا، الولايات المتحدة، هو ممثل أمريكي بدأ مسيرته الفنية سنة 1972.

## الأعمال

### أفلام
| السنة | العمل               | الدور |
| ----- | ------------------- | ----- |
| 1979  | الهروب              |       |
| 2006  | الأطفال الصغار      |       |
| 2008  | سيمي برو            | دوكز  |
| 2009  | مخلوقات مجنحة       |       |
| 2009  | المراقبون           |       |
| 2010  | جزيرة شاتر          |       |
| 2010  | كابوس شارع إيلم     |       |
| 2012  | الظلال الداكنة      |       |
| 2012  | لينكون              |       |
| 2013  | باركلاند            |       |
| 2014  | روبوكوب             |       |
| 2016  | سقوط لندن           |       |
| 2016  | ولادة أمة           |       |
| 2017  | برج الظلام          |       |
| 2018  | أليتا: ملاك المعركة |       |

### مسلسلات
- ذا والتونز (1975) (بدور: توم)
- قارب الحب (1979)
- الواعظ (2016)

### ألعاب فيديو
- واتشمين: ذا إند إز ناي (2009)
- ذا إيفل ويذين (2014)

## روابط خارجية
- جاكي إيرل هالي على موقع IMDb (الإنجليزية)
- جاكي إيرل هالي على موقع روتن توميتوز (الإنجليزية)
- جاكي إيرل هالي على موقع ألو سيني (الفرنسية)
- جاكي إيرل هالي على موقع أول موفي (الإنجليزية)
- جاكي إيرل هالي على موقع بوكس أوفيس موجو (الإنجليزية)
- جاكي إيرل هالي على موقع قاعدة بيانات برودواي على الإنترنت (الإنجليزية)
- جاكي إيرل هالي على موقع قاعدة بيانات الأفلام السويدية (السويدية)
- جاكي إيرل هالي على موقع إن إن دي بي (الإنجليزية)
- جاكي إيرل هالي على موقع قاعدة بيانات الفيلم (الإنجليزية)
- جاكي إيرل هالي على موقع كينوبويسك (الروسية)